# Villiers-sur-Morin
Villiers-sur-Morin település Franciaországban, Seine-et-Marne megyében. Lakosainak száma 2067 fő (2022. január 1.). Villiers-sur-Morin Couilly-Pont-aux-Dames, Coutevroult, Crécy-la-Chapelle, Saint-Germain-sur-Morin, Villeneuve-le-Comte és Voulangis községekkel határos.

## Népesség
A település népessége az elmúlt években az alábbi módon változott:
| Lakosok száma | 1918 | 1925 | 1960 | 1926 | 1941 | 1935 | 1928 | 2048 | 2067 |
|               | 2013 | 2015 | 2016 | 2017 | 2018 | 2019 | 2020 | 2021 | 2022 |